# Elvira Garcia
|  | Per a altres significats, vegeu «Elvira García (desambiguació)». |

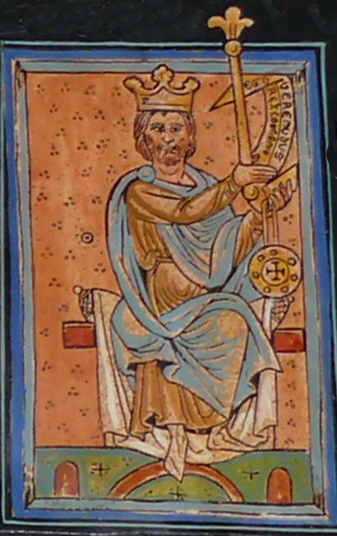
Miniatura de Beremund II de Lleó a la Catedral de Lleó.

Elvira García (m. c. 1017) va ser reina consort de Lleó, pel seu matrimoni amb el rei Beremund II de Lleó. Era filla del comte de Castella, Garcia I de Castella, i de la seva esposa, la comtessa Ava de Ribagorça.

## Biografia
Tot i que es desconeix la data exacta del seu naixement, va haver de tenir lloc pod abans o després de l'any 978, al no figurar juntament amb les seves germanes grans, Urraca i Toda, al document fundacional de l'Infantatge de Covarrubias el 24 de novembre d'aquell mateix any. Es va casar cap a finals del mes de novembre de l'any 991 amb el seu cosí carnal, el rei Beremund II de Lleó, figurant a partir de l'any 992 als diplomes atorgats pel seu espòs amb qui el seu pare, el comte de Castella, va decidir desposar-la, després que el rei hagués rebutjat a la reina Velasquita de Lleó. Aquest enllaç va segellar una aliança entre el rei lleonès i el comte castellà, reforçant extraordinàriament el tron lleonès.
El seu espòs, el rei Beremund II, va morir l'any 999. L'última aparició de la reina va ser el 18 d'agost de l'any 1017, juntament amb el seu fill Alfons, fent una donació a la Catedral de Santiago de Compostela de diversos béns, entre ells, la vila de Genestacio -que havia estat del comte Gonzalo Bermúdez i de la seva esposa Idoncia i de la qual van ser desposseïts per haver-se revoltat al castell de Lluna contra el rei Beremund-, en memòria del seu espòs mort i en remissió dels seus propis pecats, morint aquell mateix any.

## Sepultura

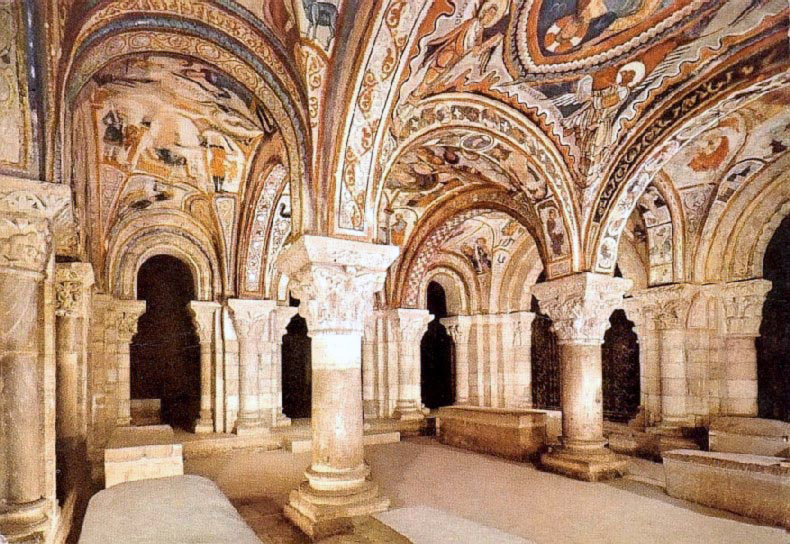
Imatge del panteó dels reis de la basílica de Sant Isidoro.

Després de la seva defunció, el cadàver de la reina va rebre sepultura al panteó dels reis de Sant Isidre de Lleó, a la ciutat de Lleó. Segons el Pare Risco, el seu cadàver es trobava depositat en un sepulcre de pedra, gran i llis, i amb coberta de marbre, a la qual es podia llegir

## Descendència
Fruit del seu matrimoni amb el rei Bermudo II, van néixer els següents fills:
- Alfons V de Lleó. Rei de Lleó.
- Sança Bermúdez, que va viure a Galícia.
- Teresa Bermúdez (morta el 25 d'abril de l'any 1039). Segons el bisbe Pelai, Tarasiam post mortem patris sui dedit Adefonsus in coniugio, ipsa nolente, cuidam pagano regi toletano pro pace. Ibn Khaldun va observar que "l'any 993 Beremund va enviar a la seva filla per Almansor qui la va fer la seva esclava i després la va emanicipar i s'hi va casar". Així doncs, segons aquest autor, Teresa va ser lliurade pel seu pare o pel seu germà Alfons a Almansonr i, després de la mort d'aquest, va tornar a Lleó on va esdevenir monja al Monestir de Sant Pelai d'Oviedo, en el qual va ser sebollida. Els historiadors moderns dubten de la veracitat d'aquests esdeveniments i opinen que existeix una confusió amb una de les filles del rei Sanç II Garcés de Navarra, anomenada Urraca o Abda, que va ser donada pel seu pare, en l'any 993, a Almansor, ja que Teresa no va néixer fins al l'any 991. La data de la seva mort, vé donada a l'epitafi que resaː "Hic dilecta Deo recubans Tarasia Christo dicata proles Beremundi regis et Geloire reginae uel si obiit sub die vii kalendas magii feria III hora mediae noctis, era MLXXVII".